# Lithodes
Lithodes es un género que agrupa un conjunto de especies de crustáceos marinos que reciben el nombre común de centollas. Se lo incluye en la familia Lithodidae, la cual es el ejemplo más notable de calcificación entre los decápodos.

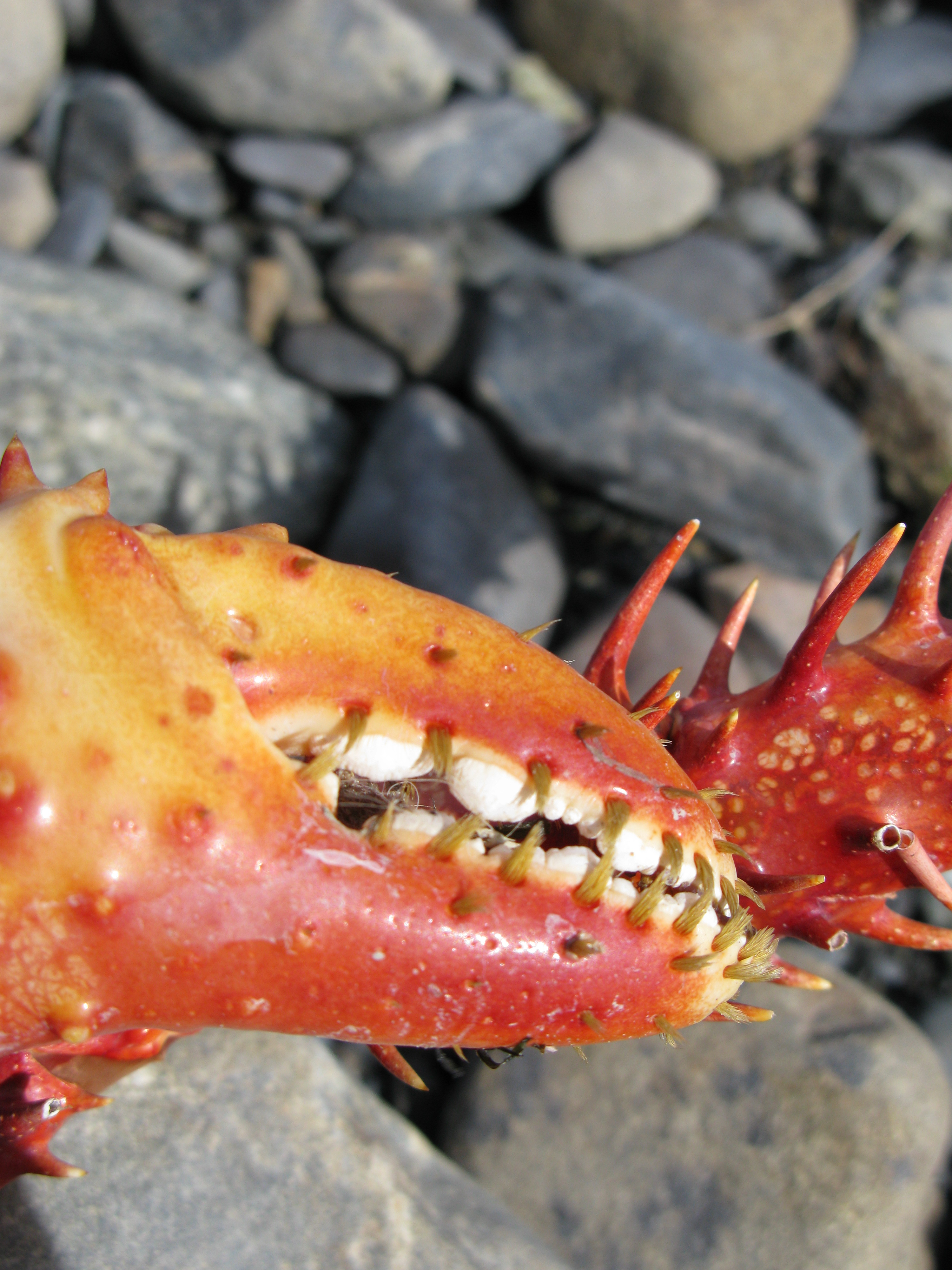
Detalle de una pinza de un ejemplar de este género.

## Distribución
Sus especies habitan en el lecho marino en aguas costeras y frías de casi todos los océanos.

## Hábitat
Viven en la zona bentónica, generalmente en profundidades de hasta 150 m, pero se la ha encontrado ocasionalmente hasta los 600 m de profundidad. 

## Aprovechamiento comercial

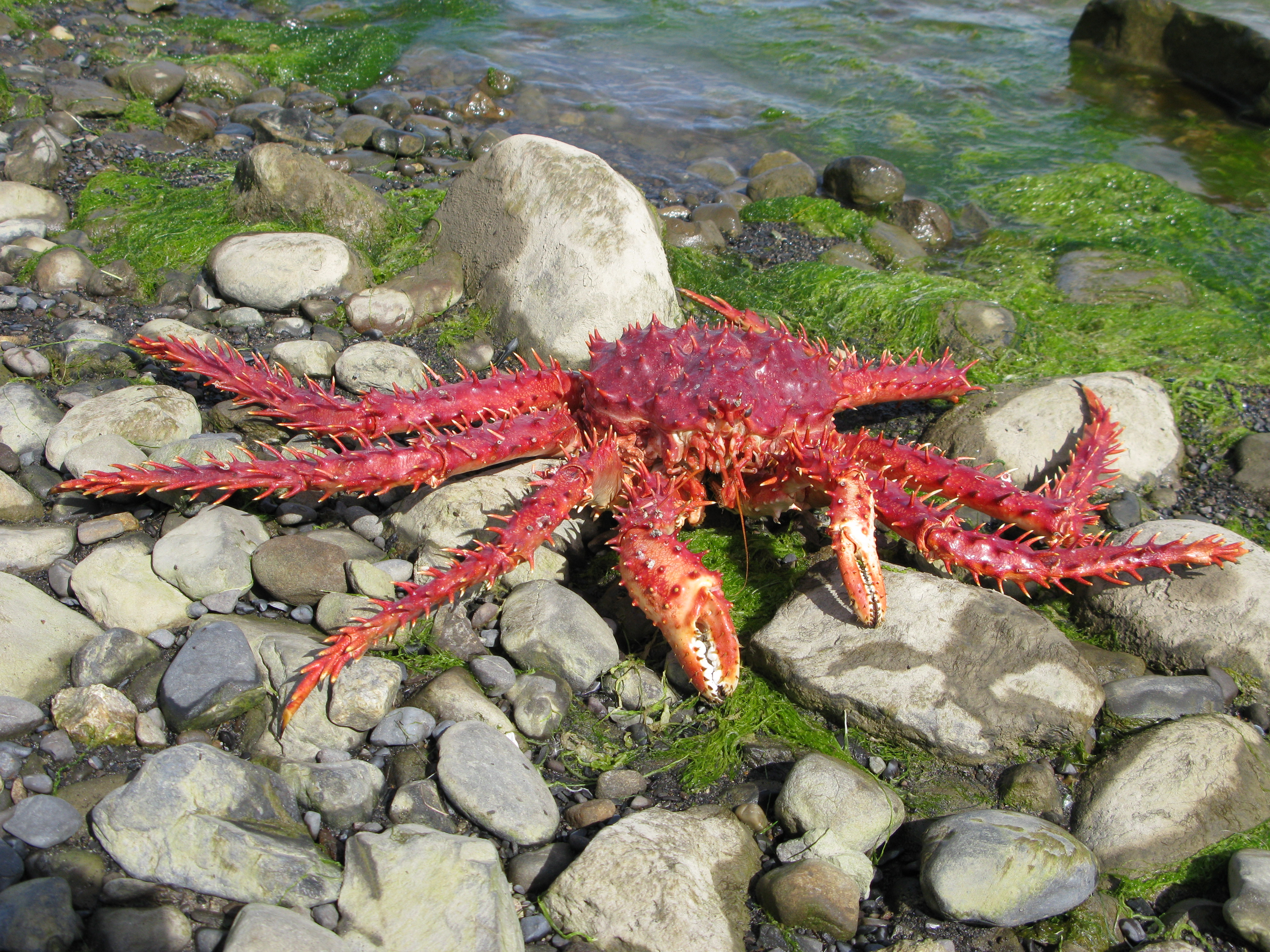
Una especie de este género: la centolla patagónica (Lithodes santolla).

La captura de algunas de las especies de este género constituye un recurso lucrativo para muchas localidades costeras, por ejemplo en el archipiélago de Tierra del Fuego.

## Especies
Esta es la lista de las especies que componen este género:

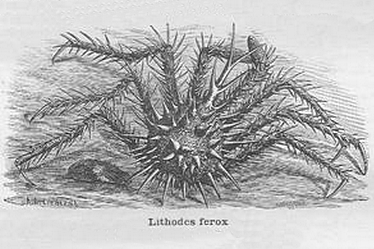
Lithodes ferox.

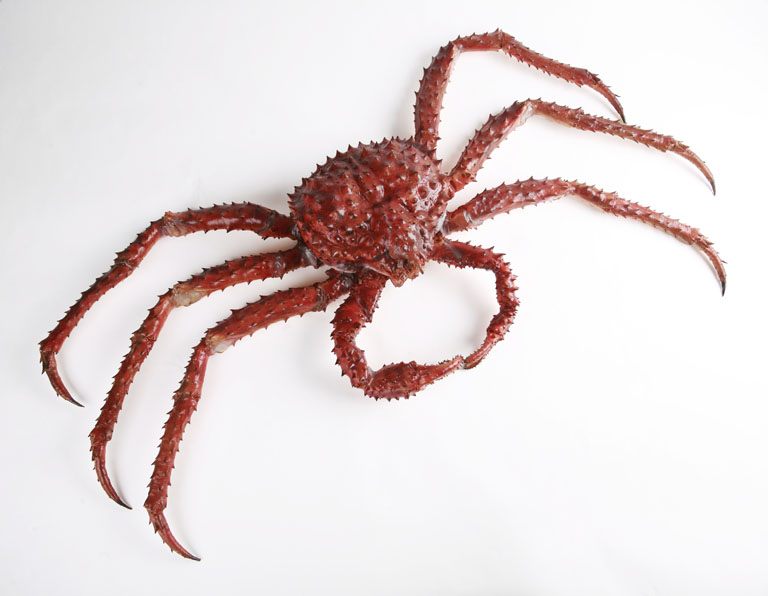
Lithodes aequispinus.

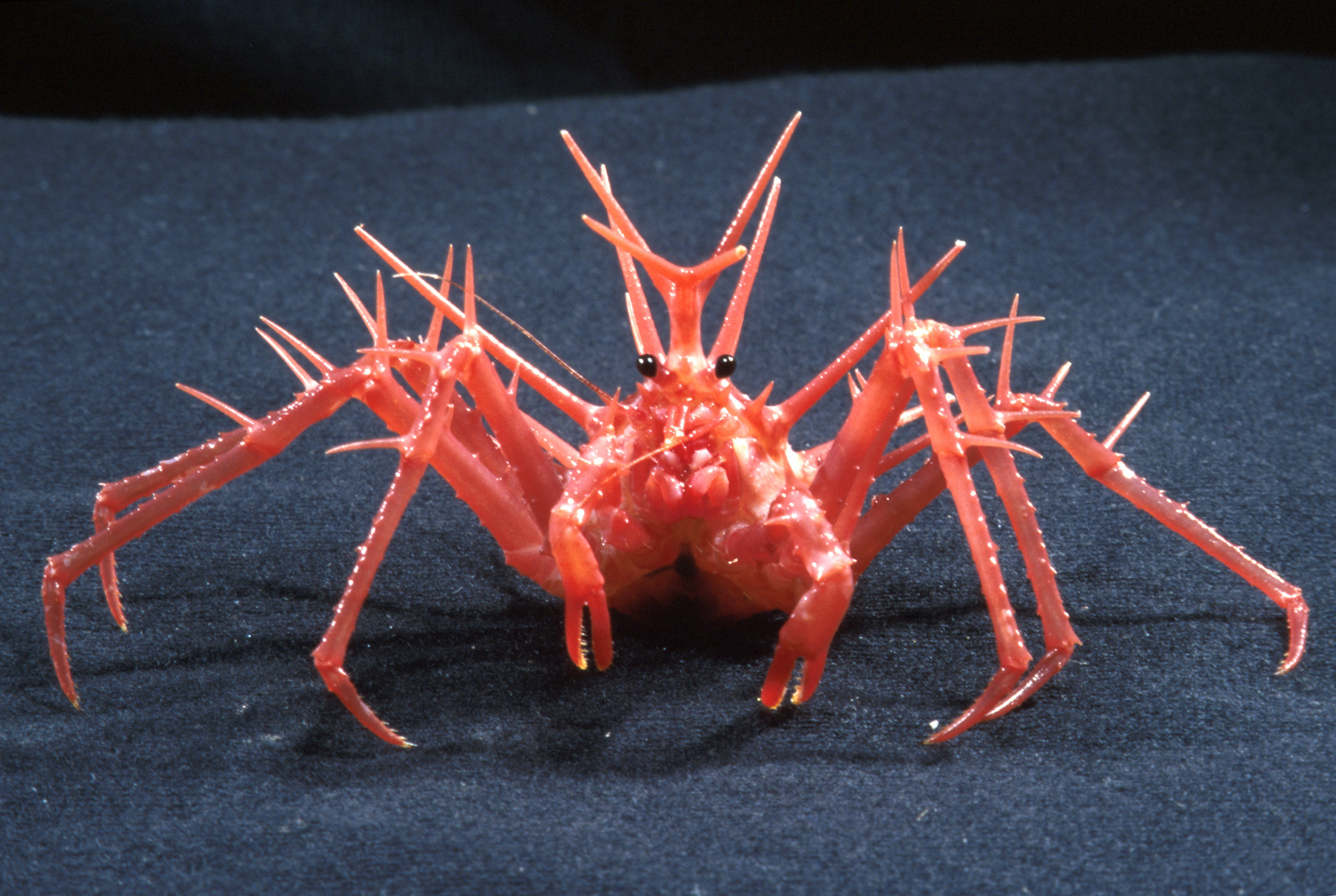
Lithodes longispina.

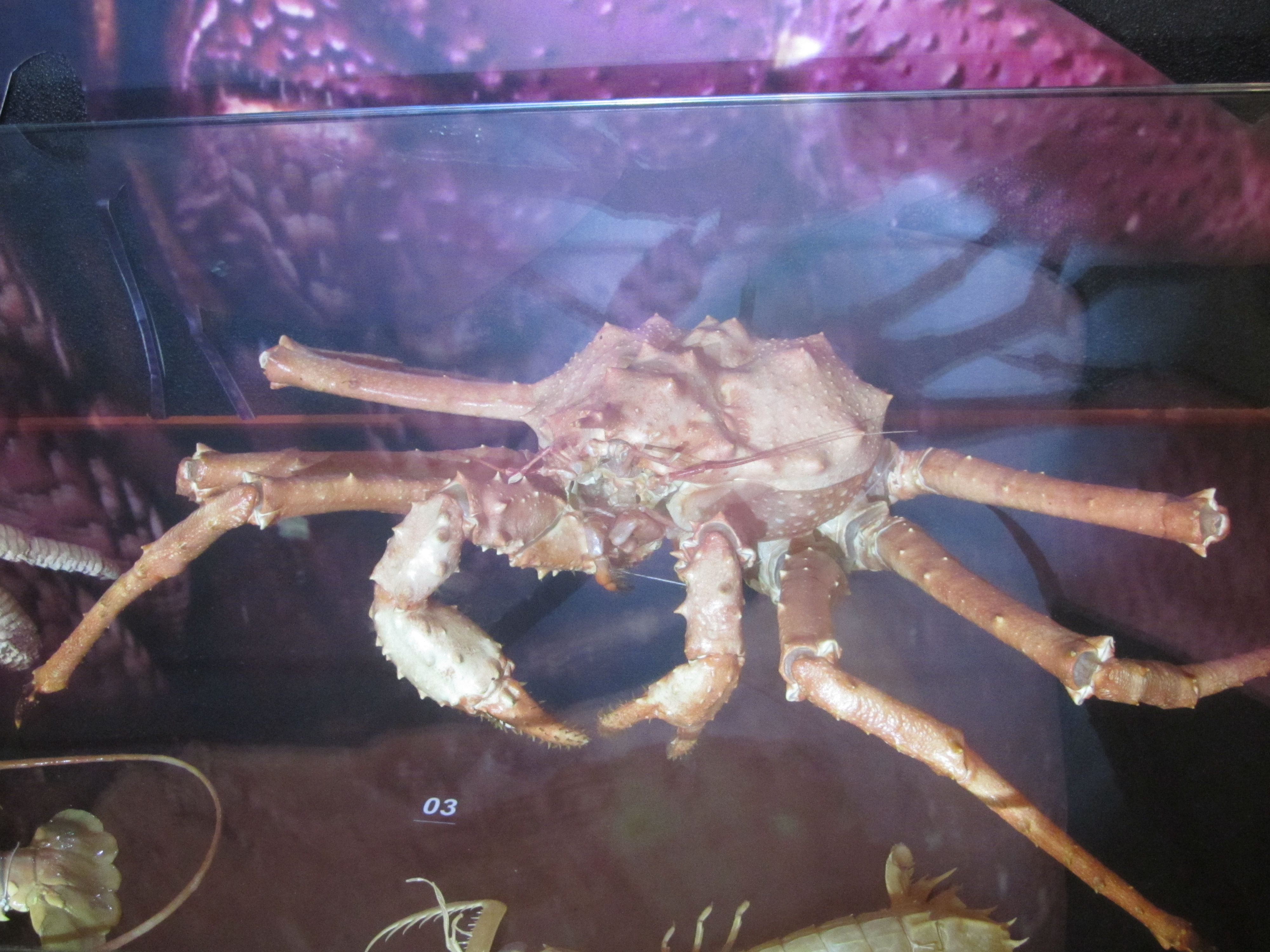
Lithodes turritus.

- Lithodes aequispinus Benedict, 1895
- Lithodes aotearoa Ahyong, 2010
- Lithodes australiensis Ahyong, 2010
- Lithodes ceramensis Takeda & Nagai, 2004
- Lithodes chaddertoni Ahyong, 2010
- Lithodes confundens Macpherson, 1988
- Lithodes couesi Benedict, 1895
- Lithodes ferox Filhol, 1885
- Lithodes formosae Ahyong & Chan, 2010
- Lithodes galapagensis Hall & Thatje, 2009
- Lithodes jessica Ahyong, 2010
- Lithodes longispina Sakai, 1971
- Lithodes macquariae Ahyong, 2010
- Lithodes maja (Linnaeus, 1758)
- Lithodes mamillifer Macpherson, 1988
- Lithodes manningi Macpherson, 1988
- Lithodes megacantha Macpherson, 1991
- Lithodes murrayi Henderson, 1888
- Lithodes nintokuae Sakai, 1976
- Lithodes panamensis Faxon, 1893
- Lithodes paulayi Macpherson & Chan, 2008
- Lithodes rachelae Ahyong, 2010
- Lithodes richeri Macpherson, 1990
- Lithodes robertsoni Ahyong, 2010
- Lithodes santolla (Molina, 1782)
- Lithodes turkayi Macpherson, 1988
- Lithodes turritus Ortmann, 1892
- Lithodes unicornis Macpherson, 1984
- Lithodes wiracocha Haig, 1974